# Кузьминский (Стерлитамакский район)
Кузьми́нский — упраздненный в 1986 году посёлок Красноярского сельсовета Стерлитамакского района Башкирской АССР. Проживало 36 человек (на 1 января 1969 года).

## Географическое положение
По состоянию на 1 сентября 1981 года расстояние до :
- районного центра (г.Стерлитамак): 17 км,
- центра сельсовета (с. Новый  Краснояр): 3 км,
- ближайшей железнодорожной станции (Стерлитамак): 17 км.

## Население
Преобладающая национальность: на 1 сентября 1981 года, на 1 июля 1972 года, на 1 января 1969 года — русские.

## История
У поселка, на мысу Баланбаш, обнаружено и первоначально обследовано П. А. Дмитриевым и К. В. Сальниковым в 1934 году, древнее селище. Здесь жили люди бронзового века. Находка стала опорной и эпонимной памятником абашевской (баланбашской) культуры.
На 1 января 1969 года, 1 июля 1972 года, пос. Кузьминский входил в Михайловский сельсовет.
На 1 сентября 1981 года в Красноярский сельсовет.
Исключен из учетных данных Указом Президиума ВС Башкирской АССР от 12.12.1986 N 6-2/396 «Об исключении из учетных данных некоторых населенных пунктов»).